# 米海洛皮利
47°5′38″N 30°25′46″E / 47.09389°N 30.42944°E

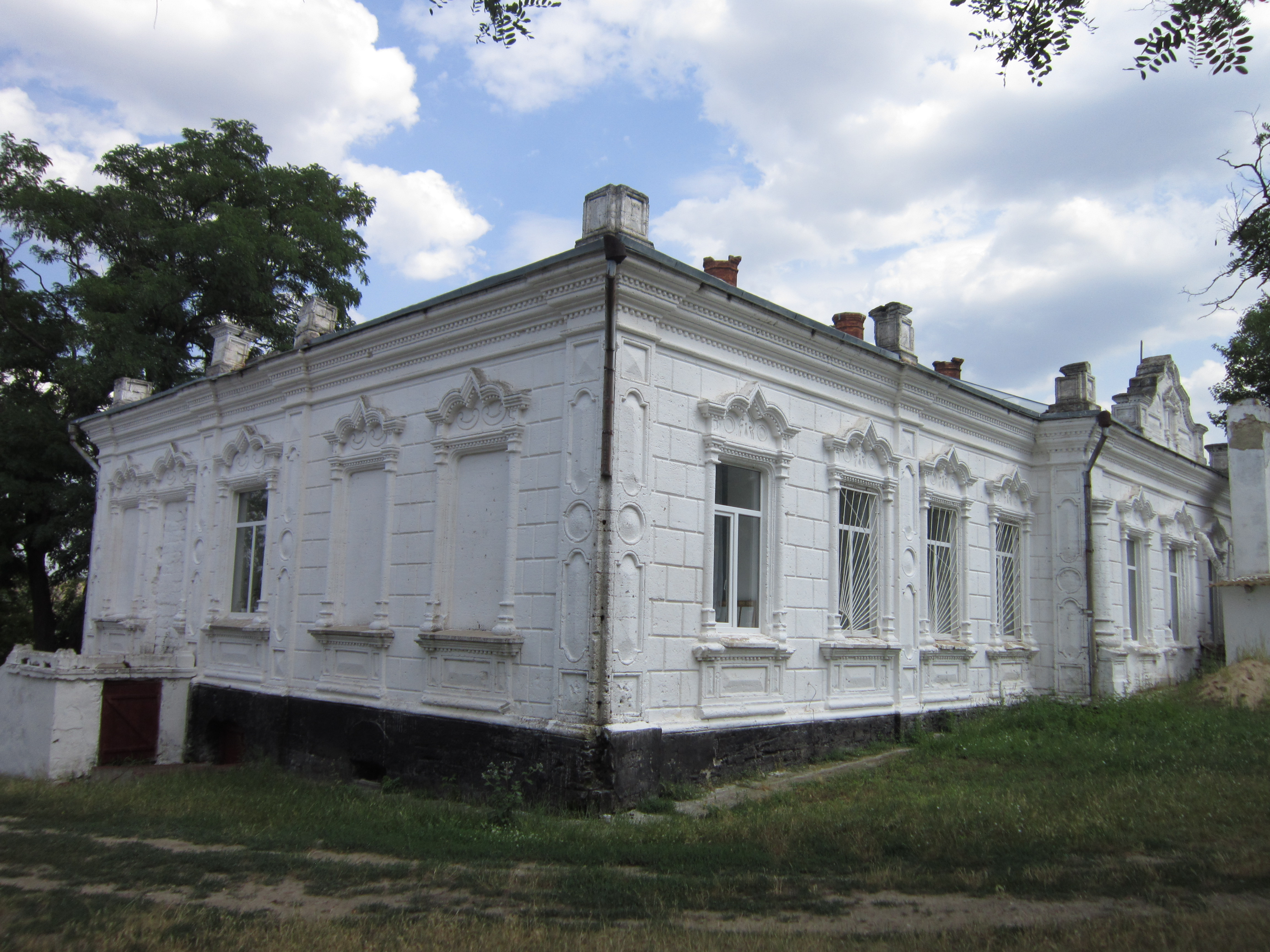

米哈伊洛皮利（烏克蘭語：Михайлопіль）是位於烏克蘭西南部的村莊，由敖德萨州贝雷济夫卡区的科諾普利亞內市鎮負責管轄。該村始建於1926年，面積3.18平方公里，海拔高度25米，2001年人口509，人口密度每平方公里160.01人。